# 9MOTHER9HORSE9EYES9
_9MOTHER9HORSE9EYES9, parfois abrégé en 9M9H9E9 ou MHE, est le pseudonyme d'un écrivain anonyme de littératures de l'imaginaire creepypasta sur le site américain internet Reddit.

## Publication
Du 22 avril au 17 juillet 2016, l'écrivain publie une histoire d'horreur de science-fiction en courts épisodes dans des fils apparemment aléatoires,. 
L'histoire a été publiée en segments en réponse à des commentaires dans les fils de discussion. L'histoire, parfois appelée la série Interface, aborde des sujets tels que « le Vietnam, Elizabeth Bathory, le camp de concentration de Treblinka, les baleines à bosse, la famille Manson et le LSD », et implique particulièrement des entités appelées « interfaces de chair » et une théories d'inspiration conspirationniste.
L'histoire a attiré l'attention des médias le lendemain de la publication de ses premières parties. The Guardian, rapportant l'histoire, l'a décrite comme « captivante » et « de plus en plus magnifiquement et audacieusement écrite à partir de multiples perspectives narratives ».